# Ujigami-Schrein

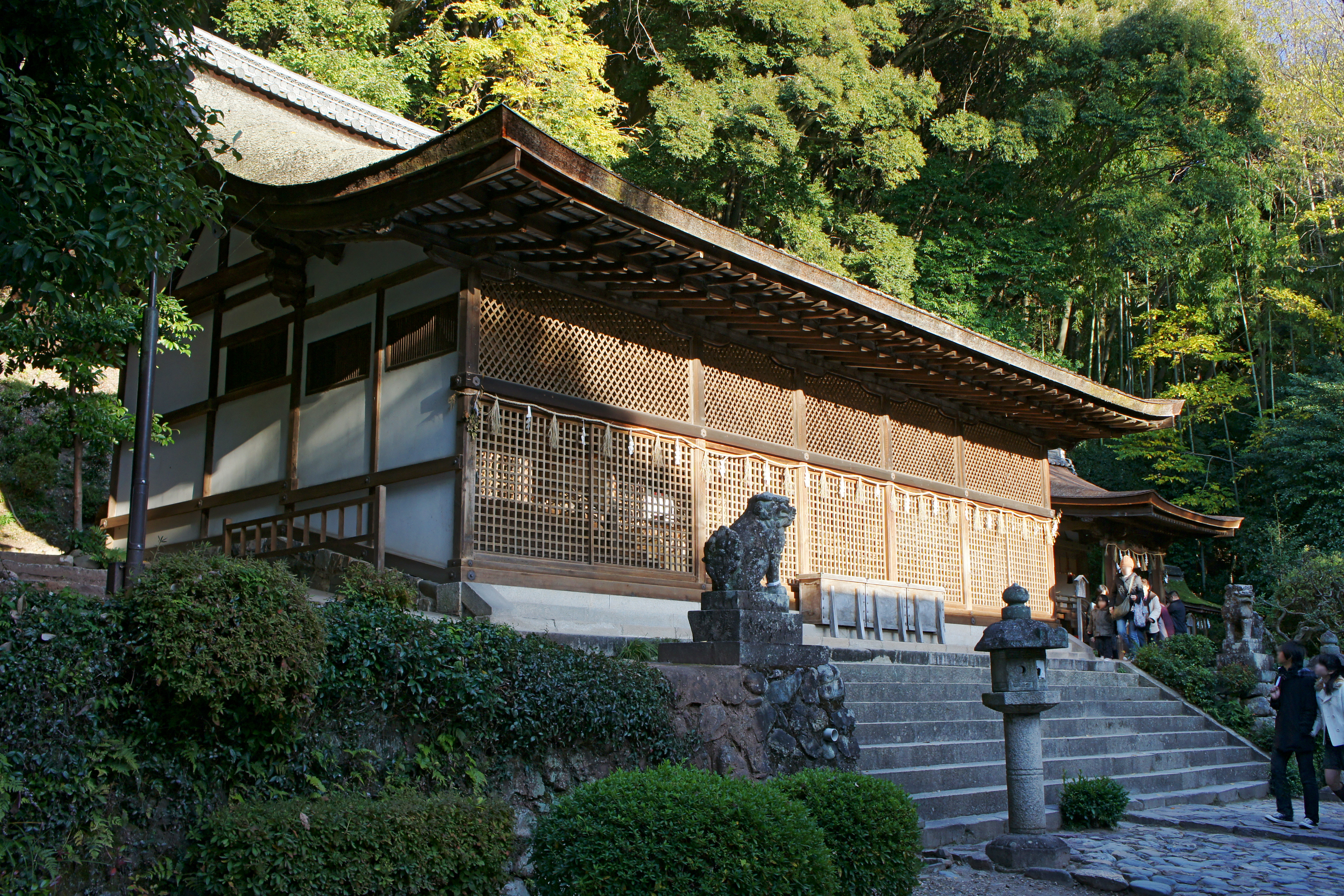
Haupthalle (honden) des Ujigami-jinja

Der Ujigami-Schrein (jap. 宇治上神社, Ujigami-jinja) ist ein Shintō-Schrein und liegt am Fuße des Bergs Asahiyama am östlichen Ufer des Flusses Ujigawa in der Stadt Uji in der Präfektur Kyōto in Japan. Er liegt genau gegenüber vom Byōdō-in, für den er als Wächter-Schrein konzipiert worden war. Bis zur Meiji-Restauration bildete dieser Schrein mit dem Uji-Schrein eine Einheit.

## Die Anlage
Die Haupthalle (honden) des Schreins wurde am Ende der Heian-Zeit errichtet, was sie zum gegenwärtig ältesten noch existierenden Schreingebäude macht. Sie fünf Ken breit und zwei Ken tief im Baustil des Nagare-zukuri errichtet und mit Zypressenrinde gedeckt. Sie gehört zu den Nationalschätzen Japans.
Im Inneren des Schreins befinden sich nebeneinander drei kleine Schreine, die im Stile des Ikkensha-zukuri ausgeführt sind. Sie stammen aus der Zeit um 1200, wobei der Chūden-Schrein für Kaiser Ōjin, der Saden-Schrein für Uji-no-Wakiiratsuko (菟道稚郎子) und der Uden-Schrein für Kaiser Nintoku bestimmt waren. Uji-no-Wakiiratsuko soll nach dem Tod Kaiser Ōjins, als Kronprinz Selbstmord begangen haben, um die Nachfolge seinem älteren Stiefbruder, dem folgenden Kaiser Nintoku, zu überlassen.
Unmittelbar vor der Haupthalle befindet sich die Gebetshalle (haiden), die ebenfalls als Nationalschatz deklariert ist. Sie ist sechs Ken breit und drei Ken tief, als Kirizuma zukuri ausgeführt, wobei die Halle rechts und links um 1 Ken verlängert ist, so dass die seitlichen Vordächer (hisashi) eine Klammergiebelfront (sugaru hafu) ergeben. Das Dach ist wie die Haupthalle mit Zypressenrinde gedeckt. Durch diese Konstruktion erhält die Gebetshalle die Eleganz eines kleinen Palastgebäudes.
Zusammen mit mehreren anderen Schreinen, Tempeln und Burgen in Kyōto wurde der Ujigami-jinja 1994 von der UNESCO zum Weltkulturerbe Historisches Kyōto (Kyōto, Uji und Ōtsu) ernannt.

## Bildauswahl

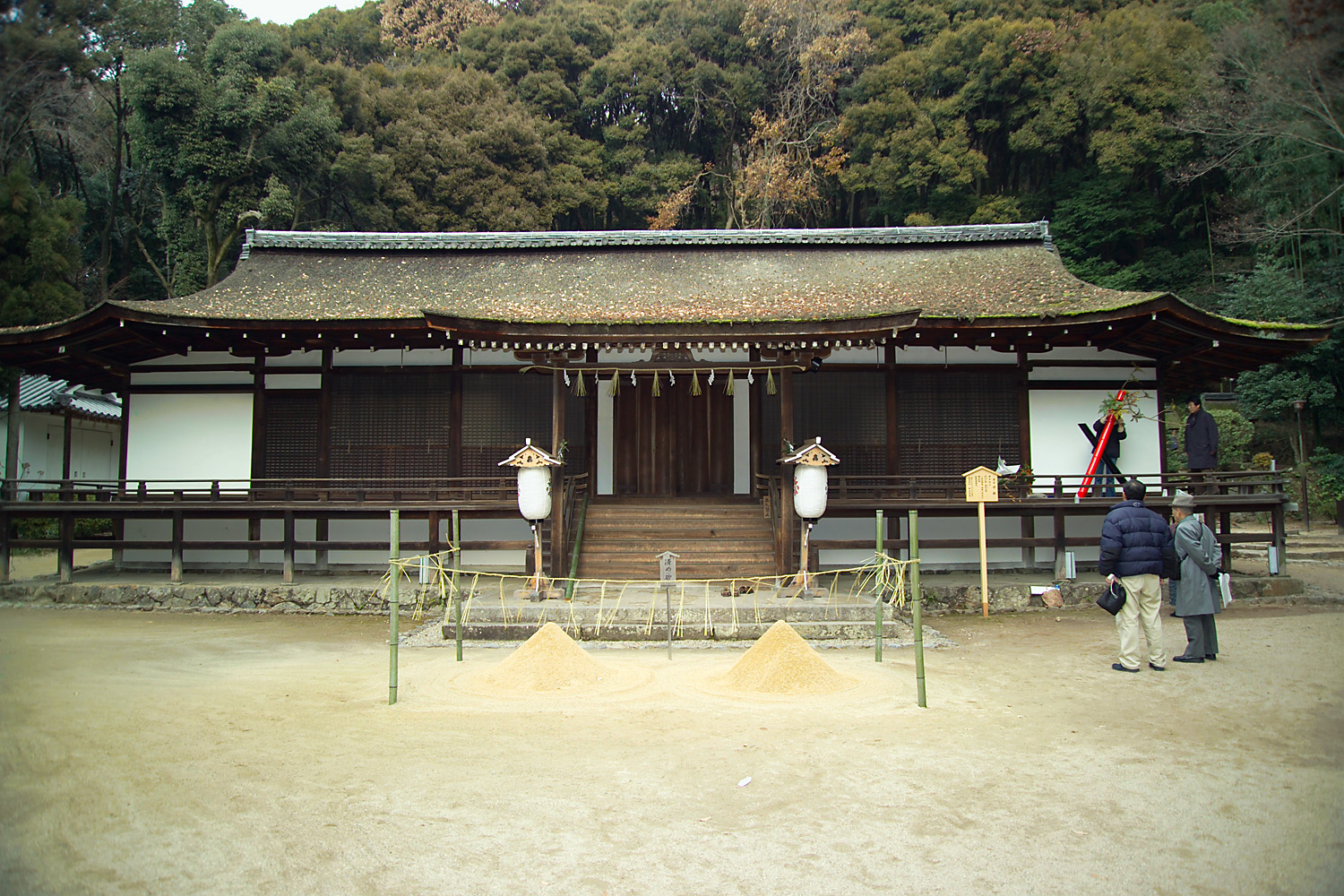
Gebetshalle (haiden)
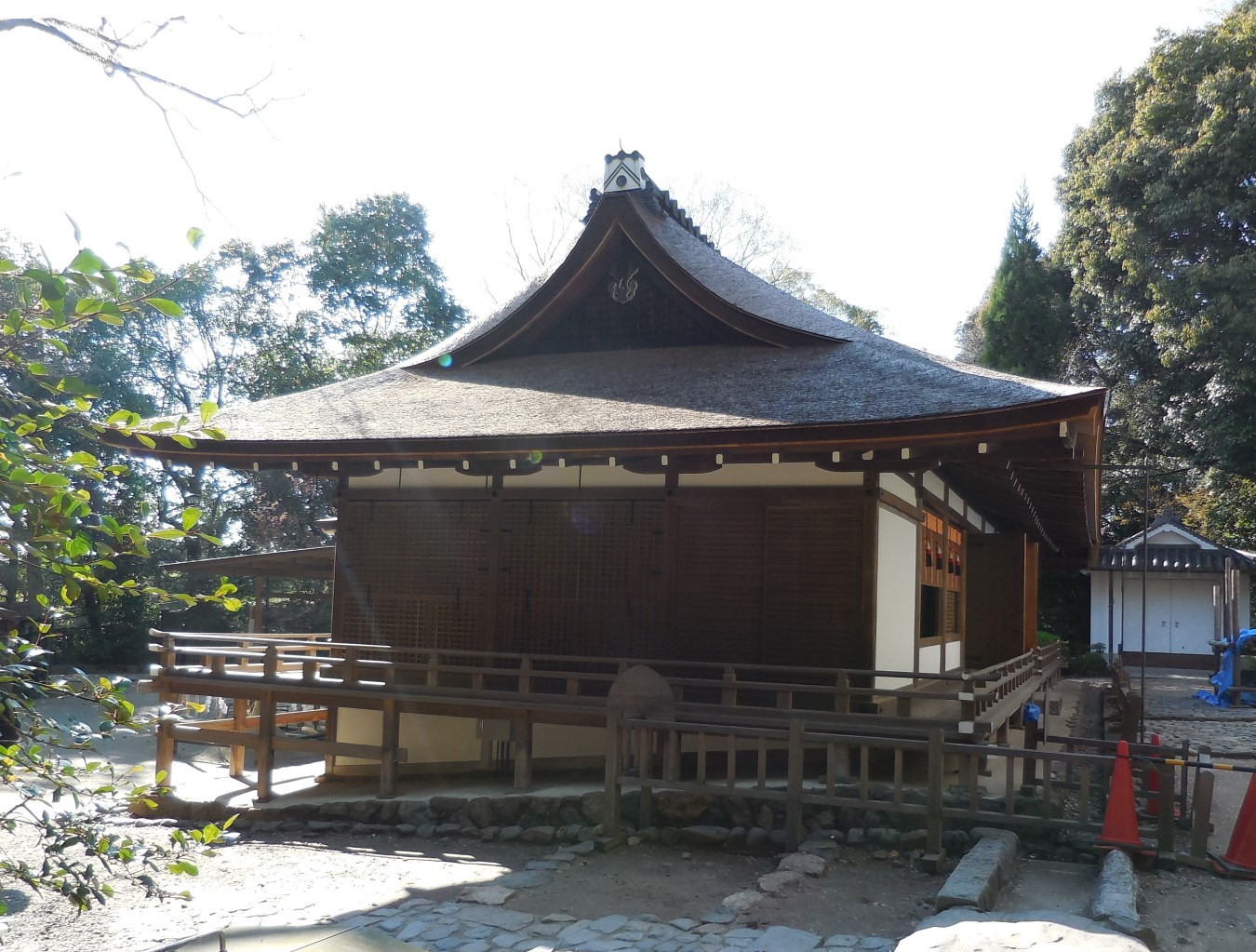
Die Gebetshalle von der Seite
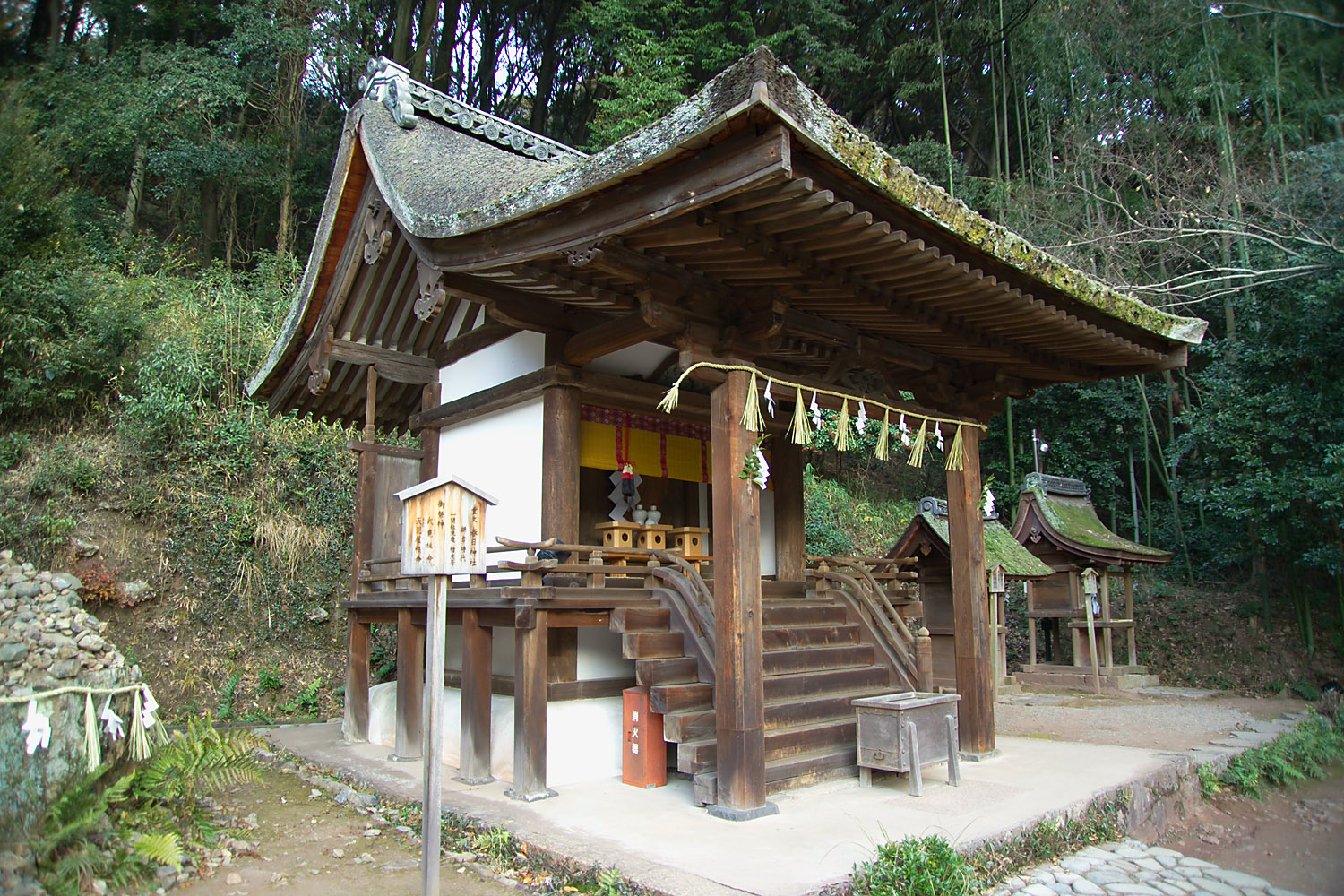
Der Schrein im Kasuga-Stil auf dem Gelände